# John Hawkins (comandante naval)

Sir John Hawkins.

Sir John Hawkins (também escrito como Hawkyns) (1532 - 12 de novembro de 1595) foi um comerciante de escravos inglês, comandante naval e administrador, comerciante, navegador, construtor naval e corsário. Seu irmão mais velho e parceiro comercial era William (n. 1519). Ele foi considerado o primeiro comerciante inglês a lucrar com o Triangle Trade, baseado na venda de suprimentos para colônias mal supridas por seus países de origem, e sua demanda por escravos africanos nas colônias espanholas de Santo Domingo e Venezuela no final do século XVI. Ele se intitulava "Capitão-General" como o General de sua própria flotilha de navios e os da Marinha Real Britânica e para se distinguir dos Almirantes que serviam apenas no sentido administrativo e não eram de natureza militar. Sua morte e a de seu primo em segundo grau, Sir Francis Drake, anunciaram o declínio da Marinha Real por décadas antes de sua recuperação e eventual domínio, ajudados pela propaganda dos dias de glória da marinha sob sua liderança.
Como tesoureiro (1577) e controlador (1589) da Marinha Real, Hawkins reconstruiu navios mais antigos e ajudou a projetar os navios mais rápidos que resistiram à Armada Espanhola em 1588. Um dos principais marinheiros da Inglaterra do século XVI, Hawkins foi o arquiteto-chefe de a marinha elisabetana. Na batalha em que a armada espanhola foi derrotada em 1588, Hawkins serviu como vice-almirante. Ele foi condecorado por bravura. Mais tarde, ele tentou o bloqueio naval para interceptar navios espanhóis de tesouros que partiam do México e da América do Sul.

## Família
John Hawkins nasceu em uma família proeminente em Plymouth, no condado de Devon. Ele foi o segundo filho de William Hawkins (n. Antes de 1490, m. 1554/5) e Joan Trelawny, filha e único herdeiro de Roger Trelawny de Brighton, na Cornualha. William Hawkins era um comerciante, armador e capitão do mar que evitava com sucesso o envolvimento permanente com qualquer uma das facções religiosas da Reforma Inglesa, servindo no Parlamento tanto com Henrique VIII quanto com Maria I. William era especialmente conhecido na corte de Henrique VIII como um dos principais capitães do mar, datando de sua viagem ao Novo Mundo em cerca de 1527 (a primeira para um inglês). O jovem John e seu irmão mais velho cresceram seguindo o ofício de seu pai.

## Primeiros anos
As cartas e memorandos de John Hawkins sugerem que ele não foi muito bem educado. Antes de atingir a idade de vinte anos, ele havia matado um homem chamado White de Plymouth em uma briga na taverna, mas conseguiu um perdão real, pois estava determinado que era em legítima defesa. White foi julgado o agressor por um inquérito do legista.
Acredita-se que Hawkins tenha feito alguns serviços quando jovem para os embaixadores da Espanha, que negociaram o casamento de Maria I da Inglaterra e Filipe II da Espanha. Os espanhóis afirmam que Hawkins foi pessoalmente condecorado pelo rei por este serviço, que ainda não foi confirmado. Hawkins era conhecido por se referir frequentemente ao rei Filipe como "meu velho mestre". De fato, Hawkins era conhecido como Juan Aquines pelos espanhóis, que castilizaram o nome, tal era sua fama entre eles.
Em 1555, John Lok trouxe cinco homens do atual Gana para a Inglaterra, de uma viagem comercial à Guiné. William Towerson foi um segundo comerciante londrino que trouxe africanos para a Inglaterra naquela época, desembarcando em Plymouth depois de suas viagens de 1557 e 1569 à África. No entanto, Hawkins é considerado o pioneiro do comércio britânico de escravos, como em 1562 ele foi o primeiro a executar o comércio Triangular para as colônias espanholas nas Américas, e fazendo um lucro em todas as paradas. Hawkins se casou com Katherine Gonson, filha do Tesoureiro da Marinha, capitão Benjamin Gonson. Katherine era irmã de Sir David Gonson, que denunciou Henrique VIII. Outro Cavaleiro aparentemente transmitiu essa informação quando Sir David deixou Malta para retornar à Inglaterra em uma rara viagem para visitar seu pai, o Tesoureiro da Marinha. Sir David foi mantido na Torre sem julgamento. Ele foi levado para o St. John's Waterings. David foi enforcado, sorteado e esquartejado.